# 욕심쟁이 오리아저씨

《욕심쟁이 오리아저씨》(영어: DuckTales)는 1987년부터 1990년까지 월트 디즈니 컴패니에서 방영했던 애니메이션 프로그램이다. 그리고 2017년부터 도날드 덕 가족의 모험이란 타이틀로 미국에서 다시 시작되었다.

## 개요
대한민국에서는 1989년 KBS2에서 방영 하였으며,이후 1996년 KBS2의 디즈니 만화동산에서 재더빙판으로 방영 하였다.
디즈니 캐릭터인 스크루지 맥덕과 도날드 덕의 세 조카 휴이,듀이,루이가 주인공으로 그들의 모험과 가족애를 그린 작품.
1980년대에 제작된 디즈니 TV시리즈 중에서는 가장 성공을 거둔 작품으로,디즈니TV 애니메이션 중에서는 Dumbo's Circus(120화)에 이어 두번째로 많은 에피소드 숫자(100화)를 보유하고 있다.
이 작품의 성공을 기반으로 디즈니사는 "다람쥐 구조대"등 기존의 디즈니 캐릭터들을 주인공으로 한 작품과 다크윙 덕, 쾍 팩 등의 작품들을 기획, 제작했다.
1990년에 극장판 잃어버린 램프의 보물이 개봉했다.

## 새로 방영
1987년부터 1990년까지 3년간 방송되었던 욕심쟁이 오리아저씨는 이후 끝났어도 2017년부터 새로 방송되면서 새롭게 태어났으나 안타깝게도 옛날과 달리 몇몇 주인공들의 옷색깔과 얼굴이 이상해졌다.
도널드 덕은 옛날과 얼굴 형태는 서로 비슷해도 일반 옷차림의 색깔이 검은색으로 바뀌어서 어둡게 느껴지며, 세 조카였던 휴이, 듀이, 루이는 아예 얼굴자체가 예전과 다른 이상한 형태를 가지고 있다. 그것도 모자쓰는 주인공도 휴이만이 쓰고 있고 듀이와 루이는 모자를 쓰지 않고 있으며, 휴이, 듀이, 루이는 옷색깔은 예전과 같지만 휴이는 반팔, 듀이는 파란색 반팔에 안에 다른 색깔의 옷을 껴입었고, 루이는 아예 긴 초록색 옷을 입고 있다.
1987년에 휴이, 듀이, 루이 모두가 긴 팔을 입고 있었고, 모자를 쓰고 있었기 때문이다. 여기서 대표적인 큰 차이점을 띄고 있기 때문이다.
게다가 휴이, 듀이, 루이의 목소리도 옛날과 같은 목소리가 아니라 마치 앵그리버드 주인공에 가까운 목소리를 띄고 있다.

## 한국판 성우진

### KBS2 더빙판(1989)
- 故 황원 – 스크루지
- 故 정경애 – 듀이
- 한수경 – 휴이
- 한인숙 – 루이
- 강미형 – 웨비
- 故 오세홍 – 펜턴 크랙쉘 / 기즈모 덕
- 이근욱 – 덕워스
- 이강룡 – 글롬골드
- 탁원제
- 이재명
- 성선녀
- 이윤선
- 정동열
- 유해무
- 장승길
- 강구한

### KBS2 더빙판(1996)
- 설영범 – 스크루지 맥덕
- 임은정 – 휴이
- 이향숙 – 듀이
- 주희 → 최덕희 – 웨비
- 故 오세홍 – 펜턴 크랙쉘 / 기즈모 덕
- 이재용 – 발사대 / 택시 덕
- 조동희 – 와일드 캣
- 유동현 – 글롬골드

## 제작진

### KBS2 더빙판
* 우리말 제작 *
- 타이틀디자인 – 이일구
- 작곡 – 이재석
- 노래 – 박정선
- 녹음기술 – 김동길, 홍유선
- 번역 – 신순남
- 연출 – ???